# Provincie Sassari
Sassari (Provincia di Sassari) je italská provincie v oblasti Sardinie. Sousedí na jihu s provinciemi Oristano a Nuoro. Její břehy omývá na východě, severu a západě Středozemní moře.